# Beauce-Nord
Circonscription électorale provinciale du Canada
Beauce-Nord est une circonscription électorale provinciale du Québec située dans la région administrative de Chaudière-Appalaches.

## Historique
La circonscription est issue du remaniement de la carte électorale en 1972. Elle provient de la disparition des districts électoraux de Beauce et de Dorchester. De plus, une partie de la circonscription de Lévis a été cédée à Beauce-Nord.
Elle a fait l'objet de modifications mineures lors des refontes de 1980, 1988 et 2001 : modification de sa limite avec Beauce-Sud en 1988, et modification de sa limite avec  Chutes-de-la-Chaudière en 2001.
Ses limites sont inchangées à la suite de la refonte de la carte électorale de 2011 et de celle de 2017.

## Territoire et limites
La circonscription de Beauce-Nord s'étend sur 1 756,99 km2 et couvre le territoire de vingt-et-une municipalités :
- Beauceville
- Frampton
- Saint-Alfred
- Saint-Bernard
- Sainte-Hénédine
- Saint-Elzéar
- Sainte-Marguerite
- Sainte-Marie
- Saint-Frédéric
- Saint-Isidore
- Saint-Joseph-de-Beauce
- Saint-Joseph-des-Érables
- Saint-Jules
- Saint-Lambert-de-Lauzon
- Saint-Odilon-de-Cranbourne
- Saints-Anges
- Saint-Séverin
- Saint-Victor
- Scott
- Tring-Jonction
- Vallée-Jonction

La circonscription de Beauce-Nord est caractérisée par son profil socio-démographique. Lors du recensement de 2001, à peine 0,5 % des citoyens indiquait que leur langue maternelle n'était pas le français et 0,3 % n'avait pas la citoyenneté canadienne.

## Liste des députés
| Législature                    | Années       | Député         | Député           | Parti               |
| ------------------------------ | ------------ | -------------- | ---------------- | ------------------- |
| Beauce-Nord Précédée de Beauce |              |                |                  |                     |
| 30e                            | 1973–1976    |                | Denys Sylvain    | Libéral             |
| 31e                            | 1976–1981    |                | Adrien Ouellette | Parti québécois     |
| 32e                            | 1981–1985    |                | Adrien Ouellette | Parti québécois     |
| 33e                            | 1985–1989    |                | Jean Audet       | Libéral             |
| 34e                            | 1989–1994    |                | Jean Audet       | Libéral             |
| 35e                            | 1994–1998    | Normand Poulin |                  | Libéral             |
| 36e                            | 1998–2003    | Normand Poulin |                  | Libéral             |
| 37e                            | 2003–2007    |                | Janvier Grondin  | Action démocratique |
| 38e                            | 2007–2008    |                | Janvier Grondin  | Action démocratique |
| 39e                            | 2008–2012    |                | Janvier Grondin  | Action démocratique |
| 39e                            | 2012–2012    |                | Janvier Grondin  | Coalition avenir    |
| 40e                            | 2012–2014    | André Spénard  |                  | Coalition avenir    |
| 41e                            | 2014–2018    | André Spénard  |                  | Coalition avenir    |
| 42e                            | 2018–2022    | Luc Provençal  |                  | Coalition avenir    |
| 43e                            | 2022–présent | Luc Provençal  |                  | Coalition avenir    |

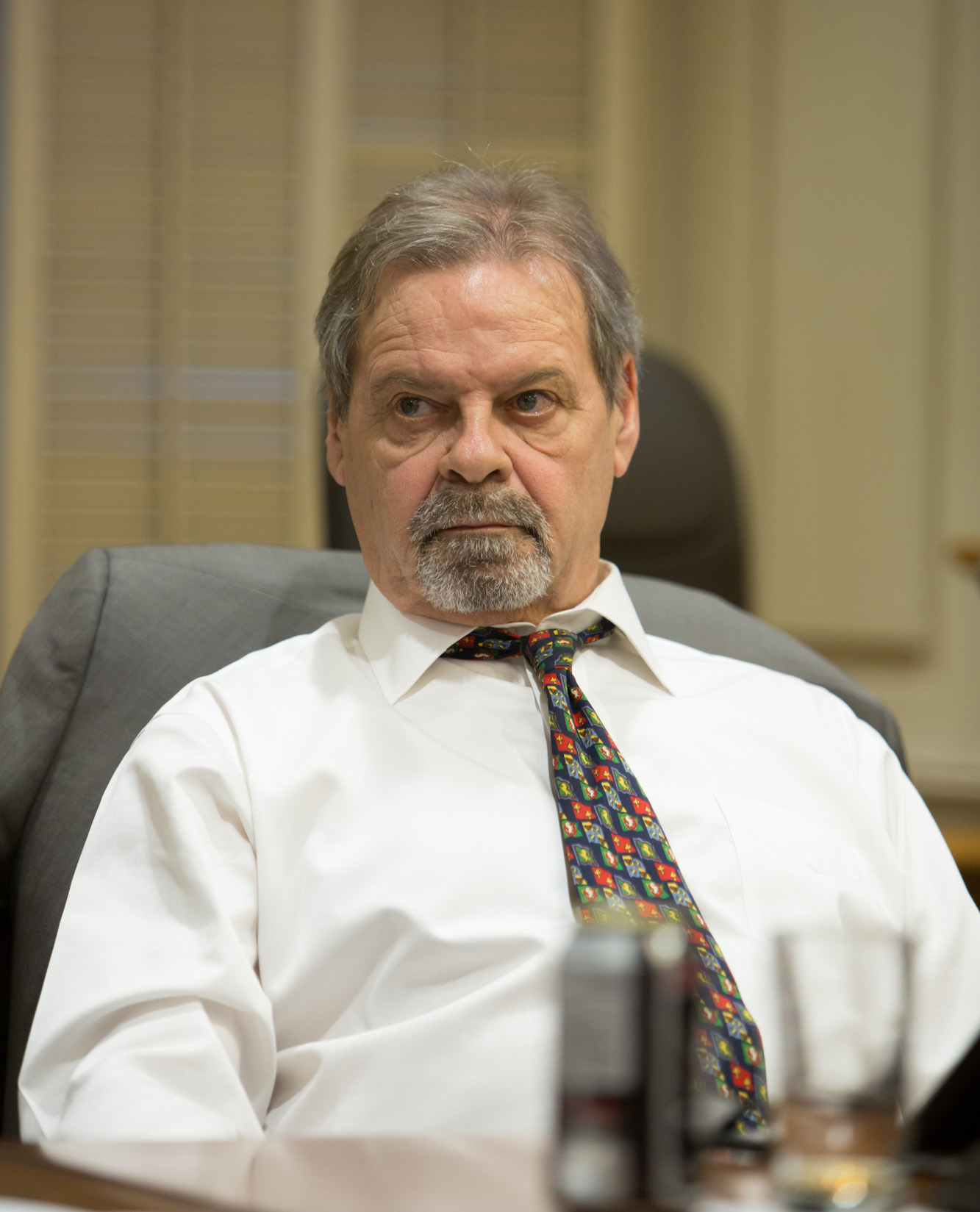
André Spénard est député de 2012 à 2018 pour la Coalition avenir Québec.

## Résultats électoraux

### Évolution pour les principaux partis
| |
| - Parti libéral - Parti québécois - Union nationale (ancien) - Crédit social (ancien) - Action démocratique (ancien) - Québec solidaire - Coalition avenir - Parti conservateur |

### Résultats détaillés
|                                                                                             | Nom                       | Parti            | Nombre de voix | %      | Maj. |
| ------------------------------------------------------------------------------------------- | ------------------------- | ---------------- | -------------- | ------ | ---- |
|                                                                                             | Luc Provençal (sortant)   | Coalition avenir | 14 590         | 43,4 % | 202  |
|                                                                                             | Olivier Dumais            | Conservateur     | 14 388         | 42,8 % | -    |
|                                                                                             | Paméla Lavoie-Savard      | Parti québécois  | 1 994          | 5,9 %  | -    |
|                                                                                             | François Jacques-Côté     | Québec solidaire | 1 522          | 4,5 %  | -    |
|                                                                                             | Clermont Rouleau          | Libéral          | 951            | 2,8 %  | -    |
|                                                                                             | Gwendoline Mathieu-Poulin | Climat Québec    | 146            | 0,4 %  | -    |
| Total                                                                                       | Total                     | Total            | 33 591         | 100 %  |      |
| Le taux de participation lors de l'élection était de 77 % et 372 bulletins ont été rejetés. |                           |                  |                |        |      |

|                                                                                               | Nom                 | Parti               | Nombre de voix | %      | Maj.   |
| --------------------------------------------------------------------------------------------- | ------------------- | ------------------- | -------------- | ------ | ------ |
|                                                                                               | Luc Provençal       | Coalition avenir    | 20 039         | 66,4 % | 15 310 |
|                                                                                               | Myriam Taschereau   | Libéral             | 4 729          | 15,7 % | -      |
|                                                                                               | Fernand Dorval      | Québec solidaire    | 2 131          | 7,1 %  | -      |
|                                                                                               | Daniel Perron       | Parti québécois     | 1 546          | 5,1 %  | -      |
|                                                                                               | Isabelle Villeneuve | Conservateur        | 1 414          | 4,7 %  | -      |
|                                                                                               | Nicole Goulet       | Citoyens au pouvoir | 334            | 1,1 %  | -      |
| Total                                                                                         | Total               | Total               | 30 193         | 100 %  |        |
| Le taux de participation lors de l'élection était de 70,8 % et 530 bulletins ont été rejetés. |                     |                     |                |        |        |

|                                                                                             | Nom                     | Parti            | Nombre de voix | %      | Maj.  |
| ------------------------------------------------------------------------------------------- | ----------------------- | ---------------- | -------------- | ------ | ----- |
|                                                                                             | André Spénard (sortant) | Coalition avenir | 15 761         | 50,9 % | 4 226 |
|                                                                                             | José Couture            | Libéral          | 11 535         | 37,2 % | -     |
|                                                                                             | Olivier Pouliot-Audet   | Parti québécois  | 2 128          | 6,9 %  | -     |
|                                                                                             | Mathieu Dumont          | Québec solidaire | 887            | 2,9 %  | -     |
|                                                                                             | Eric Couture            | Conservateur     | 432            | 1,4 %  | -     |
|                                                                                             | Benoît Roy              | Indépendant      | 125            | 0,4 %  | -     |
|                                                                                             | Lorenzo Tessier-Moreau  | Option nationale | 105            | 0,3 %  | -     |
| Total                                                                                       | Total                   | Total            | 30 973         | 100 %  |       |
| Le taux de participation lors de l'élection était de 74 % et 268 bulletins ont été rejetés. |                         |                  |                |        |       |

|                                                                                               | Nom                       | Parti                  | Nombre de voix | %      | Maj.   |
| --------------------------------------------------------------------------------------------- | ------------------------- | ---------------------- | -------------- | ------ | ------ |
|                                                                                               | André Spénard             | Coalition avenir       | 18 126         | 57,3 % | 10 156 |
|                                                                                               | Jack Roy                  | Libéral                | 7 970          | 25,2 % | -      |
|                                                                                               | Daniel Bizier             | Parti québécois        | 3 207          | 10,1 % | -      |
|                                                                                               | Yv Bonnier Viger          | Québec solidaire       | 697            | 2,2 %  | -      |
|                                                                                               | Sébastien Drouin          | Conservateur           | 494            | 1,6 %  | -      |
|                                                                                               | Gwendoline Mathieu-Poulin | Vert                   | 345            | 1,1 %  | -      |
|                                                                                               | Stéphane Trudel           | Option nationale       | 286            | 0,9 %  | -      |
|                                                                                               | Benoît Roy                | Indépendant            | 266            | 0,8 %  | -      |
|                                                                                               | Danielle Favreau          | Coalition constituante | 222            | 0,7 %  | -      |
| Total                                                                                         | Total                     | Total                  | 31 613         | 100 %  |        |
| Le taux de participation lors de l'élection était de 76,6 % et 360 bulletins ont été rejetés. |                           |                        |                |        |        |

|                                                                                               | Nom                       | Parti               | Nombre de voix | %      | Maj.  |
| --------------------------------------------------------------------------------------------- | ------------------------- | ------------------- | -------------- | ------ | ----- |
|                                                                                               | Janvier Grondin (sortant) | Action démocratique | 12 633         | 49,9 % | 3 021 |
|                                                                                               | Richard Lehoux            | Libéral             | 9 612          | 38 %   | -     |
|                                                                                               | Mireille Mercier-Roy      | Parti québécois     | 2 297          | 9,1 %  | -     |
|                                                                                               | Francis Paré              | Vert                | 384            | 1,5 %  | -     |
|                                                                                               | Émilie Guimond-Bélanger   | Québec solidaire    | 264            | 1 %    | -     |
|                                                                                               | Benoît Roy                | Indépendant         | 117            | 0,5 %  | -     |
| Total                                                                                         | Total                     | Total               | 25 307         | 100 %  |       |
| Le taux de participation lors de l'élection était de 63,9 % et 289 bulletins ont été rejetés. |                           |                     |                |        |       |

|       | Nom                       | Parti               | Nombre de voix | %      | Maj.   |
| ----- | ------------------------- | ------------------- | -------------- | ------ | ------ |
|       | Janvier Grondin (sortant) | Action démocratique | 19 127         | 62,6 % | 11 071 |
|       | Claude Drouin             | Libéral             | 8 056          | 26,4 % | -      |
|       | Denis Couture             | Parti québécois     | 2 392          | 7,8 %  | -      |
|       | Jérémie Vachon            | Vert                | 525            | 1,7 %  | -      |
|       | Christian Dubois          | Québec solidaire    | 361            | 1,2 %  | -      |
|       | Benoît Roy                | Indépendant         | 83             | 0,3 %  | -      |
| Total | Total                     | Total               | 30 544         | 100 %  |        |

|       | Nom             | Parti               | Nombre de voix | %      | Maj.  |
| ----- | --------------- | ------------------- | -------------- | ------ | ----- |
|       | Janvier Grondin | Action démocratique | 13 275         | 45,9 % | 2 171 |
|       | Normand Poulin  | Libéral             | 11 104         | 38,4 % | -     |
|       | Aline Carrier   | Parti québécois     | 4 160          | 14,4 % | -     |
|       | Julie Roy       | Bloc pot            | 223            | 0,8 %  | -     |
|       | Richard Fecteau | UFP                 | 175            | 0,6 %  | -     |
| Total | Total           | Total               | 28 937         | 100 %  |       |

|                                                                                             | Nom                  | Parti                        | Nombre de voix | %      | Maj.  |
| ------------------------------------------------------------------------------------------- | -------------------- | ---------------------------- | -------------- | ------ | ----- |
|                                                                                             | Jean Audet (sortant) | Libéral                      | 13 660         | 61,1 % | 6 094 |
|                                                                                             | Hugues Labbé         | Parti québécois              | 7 566          | 33,9 % | -     |
|                                                                                             | Jean-Marc Plante     | NPD Québec                   | 672            | 3 %    | -     |
|                                                                                             | Paul Emile Grondin   | Parti indépendantiste (1985) | 449            | 2 %    | -     |
| Total                                                                                       | Total                | Total                        | 22 347         | 100 %  |       |
| Le taux de participation lors de l'élection était de 76 % et 434 bulletins ont été rejetés. |                      |                              |                |        |       |

|                                                                                               | Nom                        | Parti                        | Nombre de voix | %      | Maj.  |
| --------------------------------------------------------------------------------------------- | -------------------------- | ---------------------------- | -------------- | ------ | ----- |
|                                                                                               | Jean Audet                 | Libéral                      | 19 418         | 54,1 % | 4 855 |
|                                                                                               | Adrien Ouellette (sortant) | Parti québécois              | 14 563         | 40,5 % | -     |
|                                                                                               | Michel Cliche              | Indépendant                  | 1 250          | 3,5 %  | -     |
|                                                                                               | Pauline Bouffard           | Parti indépendantiste (1985) | 519            | 1,4 %  | -     |
|                                                                                               | André La Haye              | Socialisme chrétien          | 167            | 0,5 %  | -     |
| Total                                                                                         | Total                      | Total                        | 35 917         | 100 %  |       |
| Le taux de participation lors de l'élection était de 79,7 % et 478 bulletins ont été rejetés. |                            |                              |                |        |       |

|                                                                                               | Nom                        | Parti           | Nombre de voix | %      | Maj.  |
| --------------------------------------------------------------------------------------------- | -------------------------- | --------------- | -------------- | ------ | ----- |
|                                                                                               | Adrien Ouellette (sortant) | Parti québécois | 18 858         | 53,4 % | 4 828 |
|                                                                                               | Paul-Emile Deschênes       | Libéral         | 14 030         | 39,7 % | -     |
|                                                                                               | Yves Bertrand              | Union nationale | 2 433          | 6,9 %  | -     |
| Total                                                                                         | Total                      | Total           | 35 321         | 100 %  |       |
| Le taux de participation lors de l'élection était de 85,2 % et 281 bulletins ont été rejetés. |                            |                 |                |        |       |

|                                                                                               | Nom                     | Parti                    | Nombre de voix | %      | Maj. |
| --------------------------------------------------------------------------------------------- | ----------------------- | ------------------------ | -------------- | ------ | ---- |
|                                                                                               | Adrien Ouellette        | Parti québécois          | 10 974         | 37,1 % | 412  |
|                                                                                               | Denys Sylvain (sortant) | Libéral                  | 10 562         | 35,7 % | -    |
|                                                                                               | Gérard Gourde           | Union nationale          | 6 412          | 21,7 % | -    |
|                                                                                               | Magella Brouard         | Créditiste               | 830            | 2,8 %  | -    |
|                                                                                               | Robert Trudel           | Parti national populaire | 786            | 2,7 %  | -    |
| Total                                                                                         | Total                   | Total                    | 29 564         | 100 %  |      |
| Le taux de participation lors de l'élection était de 85,3 % et 531 bulletins ont été rejetés. |                         |                          |                |        |      |

|                                                                                               | Nom              | Parti           | Nombre de voix | %      | Maj.  |
| --------------------------------------------------------------------------------------------- | ---------------- | --------------- | -------------- | ------ | ----- |
|                                                                                               | Denys Sylvain    | Libéral         | 13 814         | 56,1 % | 9 469 |
|                                                                                               | Adrien Ouellette | Parti québécois | 4 345          | 17,7 % | -     |
|                                                                                               | Florian Guay     | Créditiste      | 4 293          | 17,4 % | -     |
|                                                                                               | Claude Poulin    | Union nationale | 2 153          | 8,8 %  | -     |
| Total                                                                                         | Total            | Total           | 24 605         | 100 %  |       |
| Le taux de participation lors de l'élection était de 81,9 % et 334 bulletins ont été rejetés. |                  |                 |                |        |       |

## Référendums
|  | Référendum                     | % du OUI | % du NON | Taux de participation |
|  | Référendum de 1980             | 44,30 %  | 55,70 %  | 86,23 %               |
|  | Accord de Charlottetown (1992) | 43,09 %  | 56,91 %  | 80,29 %               |
|  | Référendum de 1995             | 44,63 %  | 55,37 %  | 91,96 %               |